# Iozgate (província)
Iozgate  (em turco: Yozgat) é uma província do centro da Turquia, situada na região da Anatólia Central, com capital na cidade homónima. Tem 13 690 km² de área e em dezembro de 2021 tinha 418 500 habitantes (densidade: 30,6 hab./km²).
| Províncias adjacentes à de Iozgate |                         |         |
| Querecale e Chorum                 | Chorum, Amásia e Tocate | Tocate  |
| Querxequir                         |                         | Sivas   |
| Querxequir e Nevexequir            | Nevexequir e Caiseri    | Caiseri |

A província está subdividida nos seguintes distritos:
- Akdağmadeni
- Aydıncık
- Boğazlıyan
- Çandır
- Çayıralan
- Çekerek
- Iozgate
- Kadışehri
- Saraykent
- Sarıkaya
- Şefaatli
- Sorgun
- Yenifakılı
- Yerköy